# Alva Bratt
Alva Leia Bratt, nacida el 28 de septiembre de 1998 en la parroquia de Engelbrekts, Estocolmo, es una actriz sueca.

## Biografía
Alva Bratt creció en Estocolmo y es hija de los diseñadores Cajsa Bratt y Pontus Frankenstein. En 2017, dejó la línea de teatro en Södra Latin. En 2019, hizo su debut cinematográfico en el papel principal de Felicia Kroon en la serie Eagles de SVT y también interpretó papeles menores en las series Störst av allt y Thicker than water. En 2021, interpretó el papel de Caroline en la serie Zebrarummet de Viaplay y prestó su voz a Lena Nyman en el documental Lena. Bratt también es  modelo de fotografía. En 2020 fue nominada para el premio Rising Star del Festival de Cine de Estocolmo.

## Filmografía

### Película
| Año  | Título | Role     | notas                        |
| ---- | ------ | -------- | ---------------------------- |
| 2021 | Lena   | Sí misma | Actuación de voz, documental |

### Televisión
| Año       | Título                   | Rol             | Notas                                          |
| --------- | ------------------------ | --------------- | ---------------------------------------------- |
| 2019      | Arenas movedizas         | Mela            | Episodio: "Maja", sin acreditar                |
| 2019-2022 | Águilas                  | Felicia Kroon   | Rol principal                                  |
| 2020      | Thicker Than Water       | Kims vän        | Episodio: "Isla", sin acreditar                |
| 2021      | Zebrarummet              | Caroline        | Rol principal                                  |
| 2021      | Lasse-Majas detektivbyrå | Jenny           | Elenco de apoyo en la temporada 3, 4 episodios |
| 2022      | Vuxna människor          | Nadja           |                                                |
| 2022      | Kronprinsen som försvann | Augustina       | Elenco de apoyo                                |
| 2023      | Barracuda Queens         | Lollo Millkvist | Rol principal                                  |
| 2024      | En del av dig            |                 |                                                |